# Эспаррон (Верхние Альпы)
Эспарро́н (фр. Esparron, окс. Esparron) — коммуна во Франции, находится в регионе Прованс — Альпы — Лазурный Берег. Департамент коммуны — Верхние Альпы. Входит в состав кантона Барсийоннет. Округ коммуны — Гап.
Код INSEE коммуны — 05049.

## Население
Население коммуны на 2008 год составляло 36 человек.
| 1962 | 1968 | 1975 | 1982 | 1990 | 1999 | 2008 |
| ---- | ---- | ---- | ---- | ---- | ---- | ---- |
| 48   | 48   | 34   | 30   | 28   | 27   | 36   |

## Экономика
В 2007 году среди 22 человек в трудоспособном возрасте (15—64 лет) 16 были экономически активными, 6 — неактивными (показатель активности — 72,7 %, в 1999 году было 66,7 %). Из 16 активных работали 16 человек (10 мужчин и 6 женщин), безработных не было. Среди 6 неактивных 2 человека были учениками или студентами, 1 — пенсионером, 3 были неактивными по другим причинам.